# رؤوف بن غیت
رؤوف بن غیت (انگلیسی: Raouf Benguit؛ زادهٔ ۵ آوریل ۱۹۹۶) بازیکن فوتبال اهل الجزایر است.
از باشگاه‌هایی که در آن بازی کرده‌است می‌توان به باشگاه فوتبال بارادو اشاره کرد.
وی همچنین در تیم‌های ملی فوتبال الجزایر بازی کرده‌است.